# Saulx (rivier)
De Saulx is een zijrivier van de Marne in de Franse departementen Haute-Marne, Meuse en Marne in de regio Grand Est. Hij ontspringt in Germisay en mondt uit in de Marne te Vitry-le-François.
De belangrijkste zijrivieren zijn de Orge te Dammarie-sur-Saulx, een gedeeltelijk ondergrondse rivier, de Ornain te Étrepy en de Chée te Vitry-en-Perthois.